# Beauty and the Beast (jeu vidéo)
Pour les articles homonymes, voir Beauty and the Beast.
Beauty and the Beast est un jeu vidéo développé et publié par Imagic sur Intellivision en 1982. Il s'agit d'un jeu de plateformes assez similaire à Donkey Kong,,, inspiré tout comme lui d'une scène de King Kong.
Il existe une suite, Tropical Trouble, sortie en 1983.

## Système de jeu
Un sauvage, Matthias-la-casse(Hank), a enlevé la frêle Adèle (Mabel) et s'est réfugié au sommet d'un gratte-ciel. Pour sauver sa dulcinée, le héros, Colin Cœur-calin (Buford), doit gravir les étages en marchant sur les rebords et passant par les fenêtres qui s'ouvrent et se ferment au hasard, tout en esquivant les oiseaux, rats et différents projectiles, tandis qu'Adèle l'aide de son mieux en lui lançant des petits cœurs donnant de l'énergie.

## Développement
Beauty and the Beast est écrit par Wendell Brown,. Un easter-egg, déclenché en appuyant sur la touche « 3 » de la deuxième manette lorsque Hank tombe dans le vide à la fin d'un niveau, affiche les initiales « WB » au sommet de l'immeuble.
Les effets sonores et les musiques sont signés Dave Durran. Des reprises du Maple Leaf Rag de Scott Joplin sont jouées pendant le jeu. Le thème joué lorsque Buford attrape un cœur est une reprise du Love Theme de Roméo et Juliette de Tchaïkovski.